# Don Choa
Don Choa, de son vrai nom François Dilhan, né le 1er août 1974 à Toulouse, en Haute-Garonne, est un rappeur français. 
Il est l'un des quatre MCs du groupe de rap marseillais Fonky Family. Don Choa publie son premier album solo, Vapeurs toxiques, en novembre 2002, suivi de Jungle de béton en octobre 2007. Son nom de scène Choa  est le diminutif occitan provençal du prénom François.

## Biographie

### Jeunesse et Fonky Family
François Dilhan est né le 1er août 1974 à Toulouse, dans la Haute-Garonne, et originaire de Marseille.
La Fonky Family est formée en 1994. Le groupe se compose du Rat Luciano (Christophe Carmona), de Sat l'Artificier (Karim Haddouche), Don Choa (François Dilhan), Menzo (Mohamed Ali), Pone (Guilhem Gallart), Fel (Karim Laoubi) et DJ Djel (Djelalli El-Ouzeri). Le groupe publie son premier album, Si Dieu veut..., en 1997, certifié double disque d’or dans le courant de printemps 2000. En 2001, ils publient leur deuxième album, Art de Rue, puis leur troisième, Marginale musique en 2006. Le groupe se sépare en 2007, chacun des membres se lançant dans leur carrière solo respective. La Fonky Family se reforme après presque 10 ans d'absence pour un événement dédié à Pone qui est atteint de la maladie de Charcot.

### Carrière solo
Don Choa publie son premier album, Vapeurs toxiques, le 15 novembre 2002, au nom inspiré par la catastrophe de l'usine AZF et par la marijuana. Il y exprime le conditionnement généré par la pollution, les drogues et autres « vapeurs toxiques » (notamment dans le titre du même nom, et par de nombreuses allusions au cannabis). Son univers est enrichi de multiples références à la Fonky Family, à laquelle il demeure particulièrement attaché. Le Rat Luciano, Sat et Menzo sont d'ailleurs réunis sur le titre Jusqu'au bout. En tout, Vapeurs toxiques s'écoule à plus de 140 000 exemplaires.
Son deuxième album solo, Jungle de béton, est publié le 22 octobre 2007, et atteint la 13e place des classements français. Enregistré à Toulouse et à Marseille, l'album est marqué par une forte influence Dirty South dans les instrumentaux (Skalp, AnimalSons, Kimfu prod, etc.), et évoque des thèmes tels le club et l'argent. La Fonky Family s'étant séparée entretemps — au terme de la tournée Marginale Musique —, Don Choa décide de la réunir sur un titre, Toutes les zones, mais seuls Menzo et Le Rat Luciano y seront présents. Deux singles sont tirés de cet album : Lune de miel en featuring avec Zaho (21e place des classements français), et Jungle de béton.
En 2010, il publie le titre Rama Yade, une chanson d'amour dédiée à la secrétaire d'État aux Sports à cette période. En 2013, il fait un featuring avec la chanteuse Isleym sur la chanson Art de rue ; le clip de la chanson fait participer Orelsan,.
Le 8 mars 2017, il publie le titre ainsi que le clip Vieille Gloire qui est le premier extrait de son EP de 4 titres annoncé pour le 28 avril 2017.
En 2020 il est retour dans l'album 13'Organisé aux cotés d'autres rappeurs dans les titres "ma gadji" ainsi que "13 organisé (titre bonus)". En 2021 il est  également présent dans un autre projet de Jul : le classico organisé dans la chanson "comme à l'ancienne".

## Style musical
Don Choa aborde les thèmes classiques du hip-hop incluant la détresse d'une jeunesse perdue, une révolte contre un système qu'il juge injuste, la libre expression et un dégoût de la politique politicienne. Il explique ne plus en pouvoir de « ces dirigeants qui oublient le temps où ils pleuraient pour qu'on leur change leurs couches, s'ils se souvenaient, ils auraient plus d'humanité. »

## Discographie

### Albums studio
- 2002 : Vapeurs toxiques
- 2007 : Jungle de béton
- 2017 : Vieille Gloire (EP)

#### Avec la Fonky Family
- 1997 : Si Dieu veut...[4]
- 1999 : Hors Série Volume 1
- 2001 : Art de Rue
- 2001 : Hors Série Volume 2
- 2003 : Live au Dôme de Marseille
- 2006 : Marginale Musique

### Singles
- 1996 : Badboys de Marseille (feat. Akhenaton)
- 1998 : On dit ce qu'on pense (feat. Sista Micky et Menzo) (sur la compilation Chroniques de Mars)
- 1999 : Vengeance (feat. Beat 2 boul, Ims, Nysay)
- 1999 : Atmosphère suspecte (feat. Arsenik et Le Rat Luciano)
- 2003 : Dr Hannibal
- 2003 :  Compile Don't Sleep 2 (feat. Busta Flex)
- 2006 : Rampage (feat. Mass - Everybody dance)
- 2007 : Les clefs de la réussite (feat. Soprano et Tony Parker)
- 2007 : Lune de miel (avec Zaho)
- 2008 : Autodestruction (feat. Princess Aniès)
- 2013 : Art de Rue (feat. Isleym)
- 2017 : Vieille gloire
- 2017 : Philippe Etchebest
- 2017 : Kill dem all
- 2025 : Albatros